# Gobio

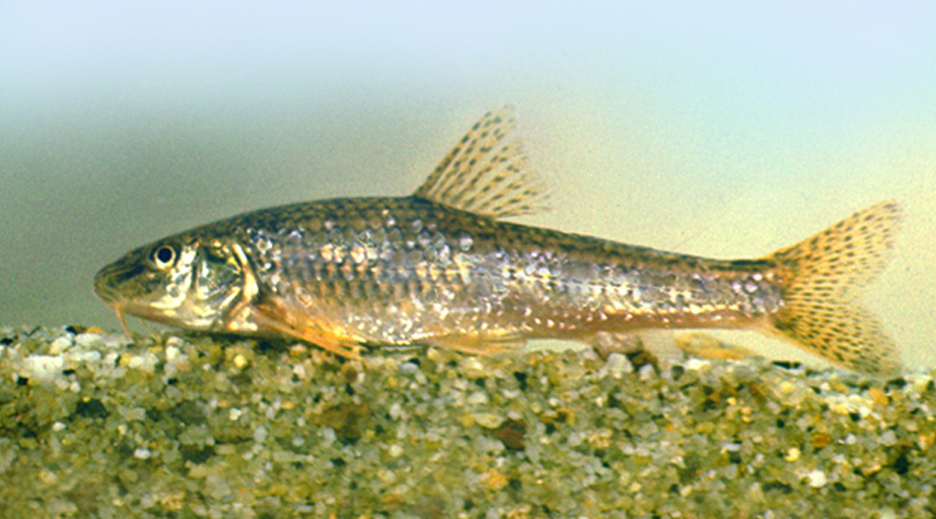
Gobio carpathicus

A Gobio a sugarasúszójú halak (Actinopterygii) osztályának a pontyalakúak (Cypriniformes) rendjébe, ezen belül a pontyfélék (Cyprinidae) családjába tartozó nem.
A Gobioninae alcsalád típusneme.

## Rendszerezés
A nembe az alábbi 38 faj tartozik:
- Gobio acutipinnatus Men'shikov, 1939
- Gobio alverniae Kottelat & Persat, 2005
- Gobio battalgilae Naseka, Erk'akan & Küçük, 2006
- Gobio brevicirris Fowler, 1976
- Gobio bulgaricus Drensky, 1926
- Gobio carpathicus Vladykov, 1925
- Gobio caucasicus Kamensky, 1901
- Gobio coriparoides Nichols, 1925
- Gobio cynocephalus Dybowski, 1869
- Gobio delyamurei Freyhof & Naseka, 2005
- Gobio feraeensis Stephanidis, 1973
- Gobio fushunensis Xie, Li & Xie, 2007
- fenékjáró küllő (Gobio gobio) (Linnaeus, 1758)
- Gobio gymnostethus Ladiges, 1960
- Gobio hettitorum Ladiges, 1960
- Gobio holurus Fowler, 1976
- Gobio huanghensis Luo, Le & Chen, 1977
- Gobio insuyanus Ladiges, 1960
- Gobio intermedius Battalgil, 1944
- Gobio kovatschevi Chichkoff, 1937
- Gobio krymensis Banarescu & Nalbant, 1973
- Gobio kubanicus Vasil'eva, 2004
- Gobio lingyuanensis Mori, 1934
- Gobio lozanoi Doadrio & Madeira, 2004
- Gobio macrocephalus Mori, 1930
- Gobio maeandricus Naseka, Erk'akan & Küçük, 2006
- Gobio meridionalis Xu, 1987
- Gobio microlepidotus Battalgil, 1942
- Gobio obtusirostris Valenciennes, 1842
- Gobio occitaniae Kottelat & Persat, 2005
- Gobio ohridanus Karaman, 1924
- Gobio rivuloides Nichols, 1925
- Gobio sakaryaensis Turan, Ekmekçi, Luskova & Mendel, 2012
- Gobio sarmaticus Berg, 1949
- Gobio sibiricus Nikolskii, 1936
- Gobio skadarensis Karaman, 1937
- Gobio soldatovi Berg, 1914
- Gobio volgensis Vasil'eva, Mendel, Vasil'ev, Lusk & Lusková, 2008